# CGA

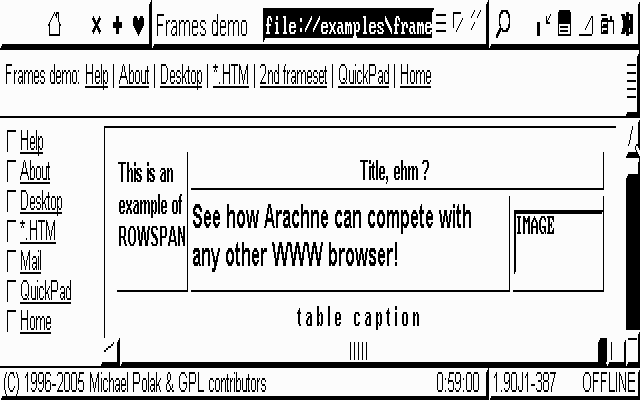
Браузер Arachne, режим 640×200

CGA (англ. Color graphics adapter) — видеокарта, выпущенная IBM в 1981. году, и первый стандарт цветных мониторов для IBM PC.
Является первой видеокартой IBM, поддерживающей цветное изображение.
Стандартная видеокарта CGA имеет 16 килобайт видеопамяти и может подключаться либо к NTSC-совместимому монитору или телевизору, либо к RGBI монитору. Основанная на видеоконтроллере Motorola MC6845, видеокарта CGA поддерживает несколько графических и текстовых видеорежимов. Максимальное поддерживаемое разрешение — 640×200, наибольшая цветовая глубина — 4 бита (16 цветов).

## Палитра CGA
Максимальная цветовая глубина CGA — четыре бита, что позволяет использовать палитру из 16 цветов.
Младшие три бита соответствуют красному, зелёному и синему цветам и электронным лучам монитора.
Чёрный цвет означает, что все лучи практически выключены.
Сине-зелёный цвет достигается смешением синего и зелёного лучей, пурпурный — синего и красного и оранжево-коричневый — зелёного и красного. Белый (светло-серый) достигается смешением всех трёх лучей.
Оставшиеся восемь цветов достигаются установкой четвёртого бита — бита интенсивности — что даёт более яркую версию каждого из цветов, хотя на многих мониторах тёмно-серый нельзя было отличить от чёрного. Цветовая модель CGA «RGB плюс бит интенсивности» также называется RGBI.
Исключением является цвет № 6: если строго следовать модели RGBI, цвет № 6 будет отображаться как оливковый (#AAAA00). Однако IBM решила включить дополнительную схему в цветной монитор, ослабляющую зелёный компонент цвета № 6. В результате получается коричневый цвет (#AA5500).

|                                          | Фиксированная четырёхцветная палитра № 1 |
| цвет фона                                | 5 — пурпурный                            |
| 3 — сине-зелёный                         | 7 — белый (светло-серый)                 |
|                                          |                                          |
| Фиксированная четырёхцветная палитра № 2 |                                          |
| цвет фона                                | 4 — красный                              |
| 2 — зелёный                              | 6 — коричневый (оранжевый)               |
|                                          |                                          |
| Фиксированная четырёхцветная палитра № 3 |                                          |
| цвет фона                                | 4 — красный                              |
| 3 — сине-зелёный                         | 7 — белый (светло-серый)                 |

## Стандартные текстовые режимы
- 40×25 символов, 16 цветов. Каждый символ имеет размер 8×8 точек. Эффективное разрешение экрана — 320×200 пикселов (пропорции пиксела — 1:1,2), при этом невозможно обращение к каждому пикселу отдельно. Всего доступно 256 различных символов, начертания которых хранятся в ПЗУ видеокарты (русификация возможна только прошивкой ПЗУ). Для каждого выводимого символа возможно задать цвет самого символа и цвет фона, оба цвета выбираются из палитры (см. таблицу). Видеокарта обладает достаточным объёмом ОЗУ для хранения восьми видеостраниц.
- 80×25 символов, 16 цветов. Используется тот же набор символов, что и для режима 40×25. Эффективное разрешение экрана — 640×200 пикселов (пропорции пиксела — 1:2,4), также невозможно обращение к отдельным пикселам. Так как на экран возможно вывести вдвое больше символов, ОЗУ видеокарты достаточно для хранения четырёх видеостраниц.

## Стандартные графические режимы

### Режимы низкого разрешения
160×100 пикселей с 16 цветами (включая чёрный и белый). Поддерживается домашними телевизорами и цветными мониторами. Обладает следующими характеристиками:
- Каждый пиксел образован из 2*2 точек разрешения 320*200.[3]
- Каждый цвет из 16 образован битами I,R,G,B.
- Требует 16 000 байт видеопамяти адаптера.

160×200 пикселей с 16 цветами. Поддерживается домашними телевизорами и цветными мониторами при наличии композитного входа. Обладает следующими характеристиками:
- Каждый пиксел образован из 2*1 точек разрешения 320*200.
- Требует 16 000 байт видеопамяти адаптера.

### Режим среднего разрешения
320×200 пикселей, так же, как и у текстового режима 40×25. Несмотря на узкую палитру, CGA отличался от других видеосистем того времени тем, что возможно обращение к любому отдельно взятому пикселю, без каких-либо конфликтных зон. Одновременно можно использовать только четыре цвета, которые нельзя выбрать самостоятельно — для данного режима определены две палитры:
- Палитра № 1: пурпурный, сине-зелёный, белый и цвет фона (по умолчанию — чёрный).
- Палитра № 2: красный, зелёный, коричневый/жёлтый и цвет фона (по умолчанию — чёрный).

При установке бита интенсивности доступны яркие варианты палитр.
При этом при подключении CGA к NTSC-телевизору можно располагать рядом пиксели разных цветов и получать производные цвета. В первые годы игры для CGA рассчитывали именно на такое использование; в последние — в основном на RGBI-монитор, ведь тогда у разработчиков были уже EGA и VGA, выхода на телевизор не имевшие.

### Режим высокого разрешения
640×200 пикселей, как и у текстового режима 80×25. Этот режим монохромный, доступны только белый и чёрный цвет (цвета можно изменить).

## Дополнительные настройки и видеорежимы
- Фиксированная четырёхцветная палитра № 3 (см. рисунок).
- В графическом режиме 320×200 цвет фона можно изменить с чёрного на любой из 16-цветной палитры.
- В графическом режиме 640×200 основной цвет можно изменить с белого на любой из 16-цветной палитры.
- В текстовом режиме можно изменить цвет бордюра (пространства вокруг основной области).
- В графическом режиме 320×200 возможно использовать третью четырёхцветную палитру.
- Текстовый режим 80×25 с помощью настройки видеоконтроллера можно заставить работать как 16-цветный графический режим 160×100.[5]

Некоторые из этих приёмов можно комбинировать. В большинстве программ эти возможности не применялись, однако есть примеры их использования среди компьютерных игр.

Также, на компьютерах Поиск-2, Olivetti M24, IBM PCjr, Amstrad PC1512 и графических адаптерах Plantronics Colorplus, Quadram Quadcolor был реализован Extended CGA (CGA Plus) с удвоенным (32 килобайта) объёмом памяти видеоадаптера, позволяющего отображать нестандартные видеорежимы.

## Дефекты
Самый заметный аппаратный дефект CGA — «снег» в текстовом режиме 80×25. Видеопамять CGA не поддерживает одновременную запись и чтение. В результате если микропроцессор производит запись в видеопамять в тот момент, когда она читается видеоадаптером, то на экран выводятся случайные пикселы. Этот дефект был исправлен во многих клонах CGA.
Для программистов ещё одной помехой являлся чересстрочный формат видеопамяти в графических режимах.
Стандартные видеорежимы не полностью используют видеопамять.

## Технические характеристики

### Разъём
Вид разъёма на видеокарте - D-sub 9-pin (DE-9).

| 5 | 1 |
|   |   |
| 9 | 6 |

| Вывод | Описание               |
| ----- | ---------------------- |
| 1     | земля                  |
| 2     | земля                  |
| 3     | красный                |
| 4     | зелёный                |
| 5     | синий                  |
| 6     | интенсивность          |
| 7     | резерв                 |
| 8     | строчная синхронизация |
| 9     | кадровая синхронизация |

### Сигнал
| Тип                    | Цифровой, ТТЛ    |
| Разрешение             | 640×200, 320×200 |
| Горизонтальная частота | 15,70 кГц        |
| Вертикальная частота   | 60 Гц            |
| Количество цветов      | 16               |

## Конкурирующие видеоадаптеры
- Для бизнес-задач и работы с текстами IBM одновременно с CGA выпустила видеоадаптер MDA, который выводил текст в режиме 80×25 с более высоким разрешением — 9×14 пикселов на символ, что давало более чёткое изображение в текстовом режиме. По этой причине, а также из-за более высокой стоимости CGA, MDA был предпочтительнее для бизнес-пользователей.
- В 1982 году фирмой Hercules Computer Technology[англ.] был выпущен видеоадаптер Hercules Graphics Card. Адаптер поддерживал текстовый режим, совместимый с MDA, и монохромный графический режим. Разрешение графического режима составляло на 720×348 пикселей — выше, чем у CGA. Благодаря монохромной графике более высокого разрешения и возможности работы с более дешёвым монохромным монитором, Hercules Graphics Card для многих являлся привлекательным выбором[13].
- Последователем CGA стал видеоадаптер EGA, выпущенный в 1984 году, который поддерживал бо́льшую часть видеорежимов CGA и дополнительное разрешение 640×350 пикселов, а также программно-настраиваемую палитру (16 цветов из 64 возможных) в текстовых и графических режимах. После выпуска EGA цена на CGA была снижена, и CGA позиционировался как видеоадаптер начального уровня. Это позволило CGA оставаться популярным ещё несколько лет.
- Популярность CGA стала убывать с выпуском VGA в 1987 году.